# 伏古公園
伏古公園（ふしここうえん）は、北海道札幌市東区伏古1条2丁目にある公園。
伏古拓北通の緑地化エリア「パープルロード」が、環状通と接続する一角に位置する。また、札幌市立札幌小学校と隣接している。

## 概要
円形の噴水広場を中心に据えており、築山を利用した庭園風の樹林の中を抜ける散策路、ロックガーデン、パーゴラなど、変化に富んだ風景が特徴である。
遊具広場は、札幌市東区のマスコットであるタマネギの妖精タッピーにちなんで「タッピーランド」と名づけられており、大型のコンビネーション遊具や、スカルプチュア（彫刻）が並ぶ砂場がある。

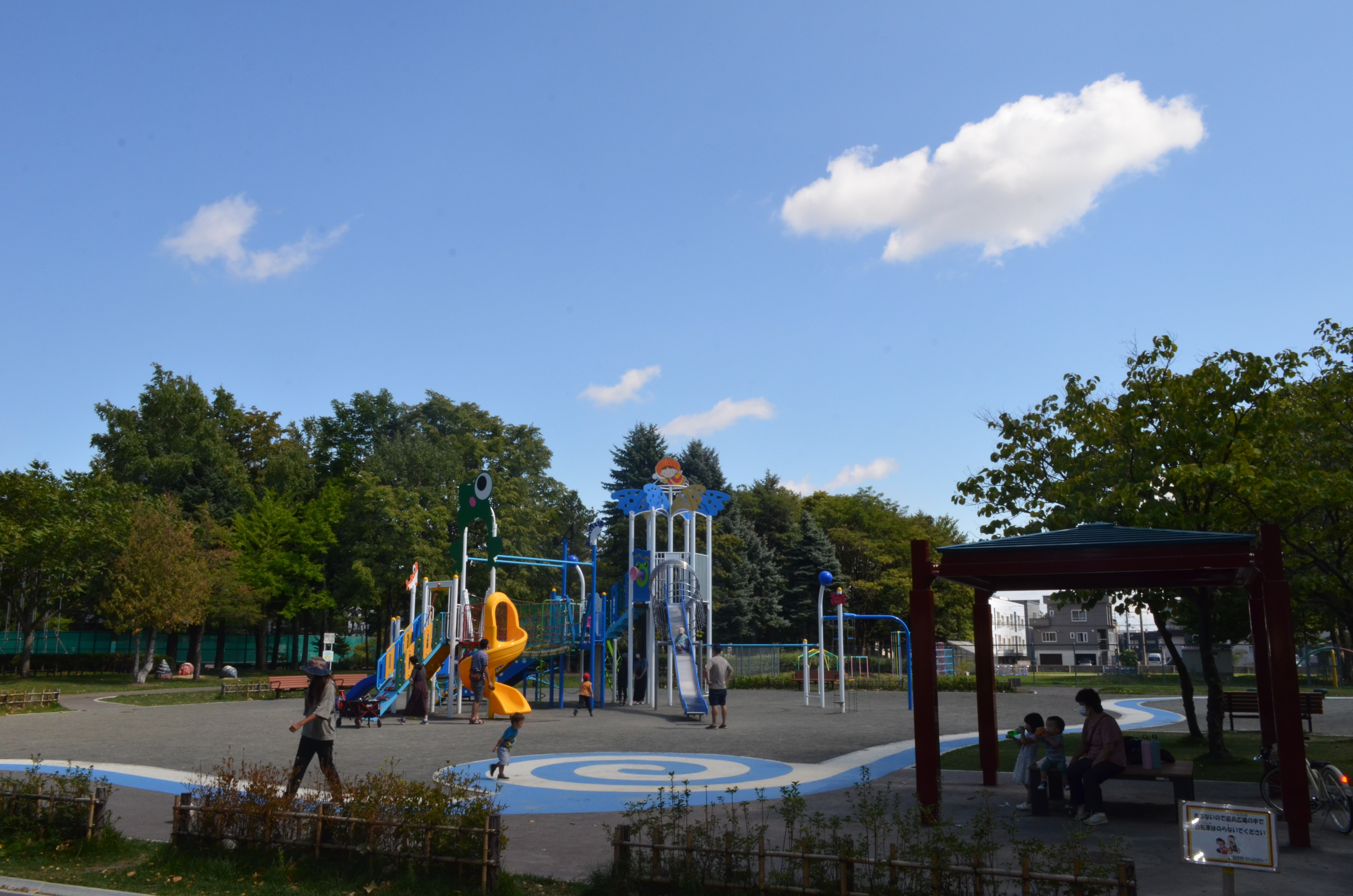
遊具広場「タッピーランド」